# شهر بین‌المللی
شهر بین‌المللی دولت‌شهری خودمختار یا نیمه‌خودمختار است که تحت حاکمیت هیچ دولت ملی‌ای قرار نداشته باشد.

## دلیل
معمولاً دلیل ایجاد شهرهای بین‌المللی یکی از موارد زیر است:
- ترکیب قومیتی
- مناقشات بر سر کنترل شهر بین دولت‌های ملی مختلف

بیشتر شهرهای بین‌المللی در دهه‌های ۱۹۲۰ و ۱۹۲۰ پس از جنگ جهانی اول و جنگ جهانی دوم ایجاد شده‌اند.

## وضعیت اورشلیم

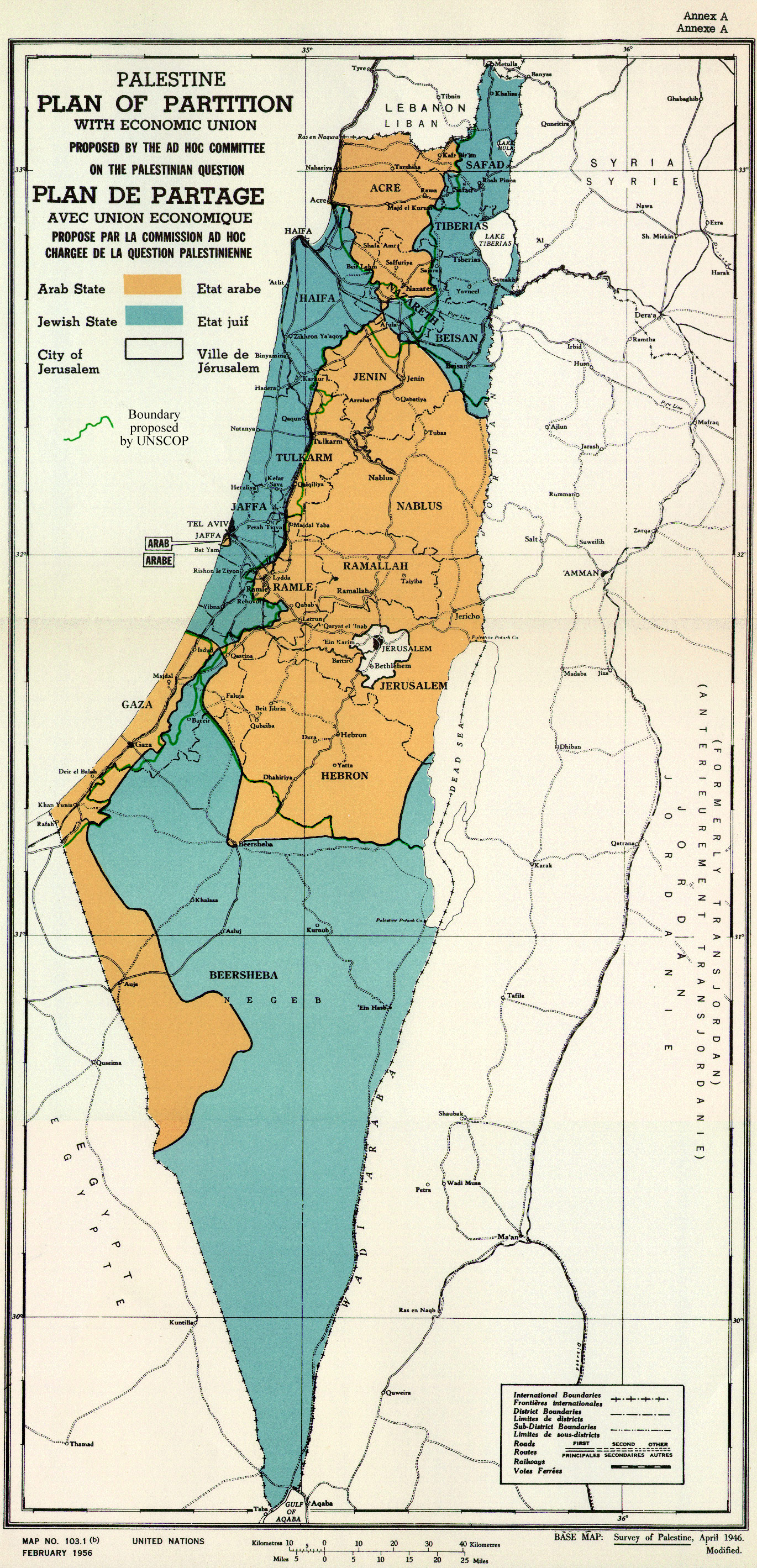
طرح ۱۹۴۷ برای تجزیه فلسطین. اورشلیم مانند شهری زیر «کنترل بین‌المللی ویژه» به رنگ سفید درآمده است.

## نمونه‌ها
- ایالت آزاد دانتسیگ، تحت مناقشه آلمان و لهستان[۱]
- فیوم، تحت مناقشه پادشاهی ایتالیا و پادشاهی یوگسلاوی
- شهر آزاد کراکوف، تحت‌الحمایه امپراتوری اتریش، پادشاهی پروس و امپراتوری روسیه
- تنجیر، تحت مناقشه اسپانیا، فرانسه، بریتانیا و دیگران[۱]
- قلمروی آزاد تریسته، تحت مناقشه ایتالیا و جمهوری فدرال سوسیالیستی یوگسلاوی[۱]
- شانگهای، تحت مناقشه دودمان چینگ و قدرت‌های بزرگ جهانی